# Christine Gregoire
Christine O'Grady Gregoire (født 24. marts 1947) er en amerikansk politiker for det demokratiske parti. Hun var guvernør i delstaten Washington, et embede hun havde fra 2005 til 2013.

## Eksterne henvisninnger
- Wikimedia Commons har flere filer relateret til Christine Gregoire